# Drzeń
Drzeń (deutsch Dryhn) ist ein Wohnplatz bei Poradz (Petersfelde) in der Woiwodschaft Westpommern in Polen.

## Geographische Lage
Der Wohnplatz liegt in Hinterpommern etwa 30 Kilometer südlich von Kołobrzeg (Kolberg), zwischen den Dörfern Poradz (Petersfelde) im Norden, Powalice (Petershagen) im Südwesten und Mysłowice (Moitzelfitz) im Südosten. Südlich des Wohnplatzes fließt von Nordost nach Südwest der Molstowbach, der das Drienbruch entwässert, nördlich des Wohnplatzes ebenfalls von Nordost nach Südwest der Schwarzbach, anfangs Grenzgraben genannt.

## Geschichte
Der Wohnplatz bildete ursprünglich ein Vorwerk des Rittergutes in Petershagen, des größten Gutsbetriebes im Kreis Kolberg-Körlin. Das Rittergut wurde 1891/1893 parzelliert, dabei wurde Dryhn einzeln verkauft und zunächst als ein selbständiges Gut mit einer Landfläche von etwa 205 Hektar bewirtschaftet. Im Jahre 1910 wurde Dryhn von den Besitzern des Gutes in Petersfelde erworben, das ebenfalls ein ehemaliges Vorwerk von Petershagen war und ebenfalls seit 1891/1893 als selbständiges Gut bewirtschaftet wurde. Petersfelde und Dryhn wurden gemeinsam weiter parzelliert, dabei wurden bei Dryhn drei Bauernhöfe abgeteilt.
Das Restgut Dryhn wechselte mehrfach die Hände. Letzter Besitzer war Otto Janke, der eine Fläche von 132 Hektar mit einem Bestand von 8 Pferden, 32 Rindern und 83 Schafen bewirtschaftete (Stand 1939). Im Zweiten Weltkrieg erwarb das Reich Dryhn zur Anlage eines Artillerie-Schießplatzes.
Dryhn gehörte bis 1945 als Teil der Landgemeinde Petersfelde zum Kreis Kolberg-Körlin in der Provinz Pommern.
Nach dem Zweiten Weltkrieg kam Dryhn, wie ganz Hinterpommern, an Polen. Der Ort erhielt den polnischen Namen Drzeń.

## Entwicklung der Einwohnerzahlen
- 1816: 19[1]
- 1864: 35[1]
- 1871: 23[1]
- 1885: 14[1]
- 1895: 25[1]
- 1905: 28[1]
- 1925: 31[1]

## Verwaltungsstruktur
Drzeń liegt in der Gmina Sławoborze (Landgemeinde Stolzenberg) im Powiat Świdwiński (Schivelbeiner Kreis) der polnischen Woiwodschaft Westpommern.

## Persönlichkeiten
- Karl Hans Janke (1909–1988), deutscher Künstler und Erfinder, lebte in Dryhn als Sohn des letzten Besitzers des Restgutes